# Jean-Baptiste Rabouan
 (octobre 2013).
Si vous disposez d'ouvrages ou d'articles de référence ou si vous connaissez des sites web de qualité traitant du thème abordé ici, merci de compléter l'article en donnant les références utiles à sa vérifiabilité et en les liant à la section « Notes et références ».
Jean-Baptiste Rabouan, né le 16 juin 1962 à Paris, est un photographe et auteur français spécialisé dans les reportages ethnographiques. Il a parcouru l'Inde plus d'une trentaine de fois entre 1984 et 2013. Il parle hindi et connaît bien la culture et la société indiennes qu'il décrit dans ses reportages comme dans son premier roman, Un Jardin sur le Gange, publié en 2012.  Outre son travail de reporter, il explore, dès le début de sa carrière, la photographie artisanale et expérimentale et, en particulier, le procédé à la gomme bichromatée.

## Biographie
Jean-Baptiste Rabouan, photographe auteur, naît le 16 juin 1962 à Paris. Dès 1964, ses parents s'installent à Saumur, en Anjou. Après ses études secondaires au lycée de Saumur, il revient, en 1980, à Paris où, s'aidant de petits boulots, il s'initie vraiment à la photographie et entame sa carrière de photographe.
En 1980 et 1981 il suit des cours en formation continue à l’école supérieure de photographie Iliesco, à Paris et obtient un CAP de photographe.
De 1982 à 1985 : Il est assistant du photographe de mode et de reportage parisien Christian Rivière. 
Dès 1984, année de son premier voyage en Inde, il effectuera de nombreux séjours en Inde et dans l'Himalaya et se spécialisera dans l'étude de la culture et de la société indiennes qu'il illustra dans de multiples reportages au cours de sa carrière.
De 1986 à 1991, il monte un studio de photo publicitaire, à Paris, en association avec le photographe Olivier Le Guillou.
1988-1993 : Entre à l’agence photo Gamma puis Sygma, couvre des reportages au Cambodge, en Inde, en Amérique et dans l'Himalaya.
- Dès 1991, parallèlement à son activité professionnelle, il étudie, en autodidacte, le journalisme et la rédaction, l'histoire de l'Inde et le hindi.
- 1991-1992 : Il enseigne la photographie à l’Académie d’arts graphiques Charpentier à Paris. La même année, il épouse Sandrine, alors directrice artistique d'une agence de publicité parisienne et illustratrice.  Ils ont deux enfants.
- 1993-1998 : Il réalise, pour des magazines hebdomadaires, des reportages de voyage dans le monde entier (Arctique, Amérique Nord et Sud, Asie, Extrême Orient, Europe.)
- 1999 : Il quitte les diverses agences qui l'employaient pour rejoindre, à titre non exclusif, l'agence de photographie Hemis (57, rue Alexandre-Dumas, Paris 75011).
- 2000 : Création d'une première photothèque sur internet, version actuelle, remaniée en 2003.
- 2006 : Il rejoint l'agence de reportage Lightmédiation (105, rue de l'Abbé Groult, Paris 15e).

.    2014 : Il entreprend une formation de Réalisation Vidéo à L'Institut National de l'Audiovisuel (INA).
2015 Devient membre de l’agence de photographie allemande LAIF 
- 2001 à 2016 : Il travaille à titre de « reporter free-lance régulier » au magazine mensuel français Grands Reportages pour lequel il assure toujours d’importantes productions annuelles en particulier en Inde, mais également des portraits de villes et dans d'autres destinations à travers le monde.

.   2015 à 2018, il fait des recherches en photographie expérimentale selon des procédés artisanaux, notamment le cyanotype, le calotype et surtout la gomme bichromatée.

## Œuvres

### Ouvrages
- 1986, Ombres et Reflets en Anjou Blanc, patrimoine insolite de l'Anjou, éditions du Carrefour Anjou-Touraine-Poitou.1992,
- Ladakh, de la transe à l'extase, Peuples du Monde.   (ISBN 9782907629140).2000,
- Ladakh, au royaume de la laine, photographies et textes.  Éditions Cheminement.   (ISBN 9782844781031) (Traduit en anglais, 2010)
- Mother India, rencontres au cœur de l’Inde multiple, textes et photos, Éditions Glénat.   (ISBN 9782723474474) (traduit en allemand chez Frederking und Thaler sous le titre Die Seele Indiens).
- Un jardin sur le Gange (2012), premier roman, une enquête au cœur de l'Inde contemporaine.  Auto-publié chez Amazon.   (ISBN 978-2-9541233-0-1).
- L’Âme Celte (2006), en collaboration avec Sandrine Rabouan, éditions Pré aux Clercs.   (ISBN 9782842282516)
- À la recherche des laines précieuses, photographies et textes écrits en collaboration avec Dominic Dormeuil, éditions Glénat, 2015,  (ISBN 978-2-3440-0906-2) Traduction anglaise : " In Search of the World’s Finest Wools ", traduction aux États-Unis du livre, éditions A Firefly Book, 2017,  (ISBN 9781770858473)
- Le Miel amer de l'Himalaya, roman, auto-édition, 2015,  (ISBN 978-2-9541233-2-5)
- Mogok, la vallée des pierres précieuses, photographies et textes, éditions Glénat, 2018[1],en collaboration avec les laboratoires de gemmologie IMN Nantes, GGTL Genève et AIGS Bangkok.   (ISBN 9782344029756)
- Ils étaient photographes, Nouvelles, auto-édition 2019  (ISBN 9782954123349)
- Ouvrages pédagogiques (édités par JB Rabouan) :
- Cyanotype, photographie et techniques créatives 2e édition 2023  (ISBN 9798363181429)
- Le procédé vandyke ISBN (EAN) :  9798543854334 édition 2021
- Grand-angle, explorer le monde en extra-large  (ISBN 9782954123356). édition 2023

### Reportages concernant l'Inde et l'Himalaya
- Décembre 1994, « Les princes de l’Himalaya », reportage photographique, le Figaro magazine
- Mai 1996, « Les motards de l’Himalaya », VSD no 1022
- Janvier 1997, « Lha-Tsan, génie des cimes » (Himalaya), texte et photographies, revue Animan (Suisse)
- Mars 1997, « Croisière sacrée sur le Gange », photographies, VSD no 1022
- Janvier 1998, « Dieux et démons de l’Himalaya », texte et photographies, Rutas del mundo (Espagne)
- Mai 2000, « Ladakh sur les sentiers du cristal », texte et photographies, magazine Grands Reportages
- Mai 2000, « Inde, le pèlerinage du dieu Ayyappa », texte et photographies, Pèlerin magazine no 6129
- Novembre 2000, « Himalaya, les cristaux de médecine », texte et photographies, Pèlerin magazine no 6155
- Décembre 2000, « L’Art de voyager Ladakh Himalaya, un nouvel an au royaume des dieux », texte et photographies
- Août 2002, «  Inde, le bazar des pierres de couleur », texte et photographies, revue Animan (Suisse)
- Mai 2001, « La route des pierres précieuses », texte et photographies, magazine Grands Reportages,
- Janvier 2003, « Inde, les parfums des maharajas », photographies, magazine Grands Reportages
- Décembre 2003, « Au cœur du Ladakh », portfolio, revue Animan (Suisse)
- Janvier 2004, « Kerala aux sources de l’ayurveda », photographies, magazine Grands Reportages
- Octobre 2004, « Sri Lanka La voie royale », photographies, magazine Grands Reportages
- Novembre 2006, « Himalaya la vallée secrète », photographies, magazine Grands Reportages
- Novembre 2006, « Le Ladakh du futur », photographies, magazine Grands Reportages
- Septembre 2007, « Arunachal Pradesh les hommes plumes », texte et photographies, magazine Grands Reportages,
- Mars 2008, « Inde secrète » (dossier 30 pages), texte et photographies, magazine Grands Reportages,
- Mai 2008, « Arunachal Pradesh vers la frontière interdite », texte et photographies, magazine Grands Reportages,
- Mars 2009, « Gujarat, l’Inde éternelle », texte et photographies, magazine Grands Reportages,
- Avril 2009, « Rajasthan, l’Inde des seigneurs » (dossier 30 pages), texte et photographies, magazine Grands Reportages,
- Octobre 2009, « Inde, les fêtes du désert », texte et photographies, magazine Grands Reportages,
- Août 2010, « Bengale, l’Inde Mystique » (dossier 30 pages), texte et photographies, magazine Grands Reportages,
- Avril 2011, « Himalaya Indien » (dossier 30 pages), texte et photographies, magazine Grands Reportages,
- 2012, « Spiti, la vallée secrète (Himalaya) », portfolio, revue Animan no 173 (Suisse)
- 2013, « Les Gemmes de l'Orissa » in îLe Règne Minéral, revue scientifique, Cahier 2, éditions du Piat.
- Mai 2015, « Gurgaon, l'Inde à deux vitesses », magazine Grands Reportages,
- Mai 2015, « Taj Mahal, les mystères d'une passion », magazine Grands Reportages,

### Reportages sur la France, l'Europe et le monde
- Septembre 2001, « Loire, un roman-fleuve », texte et photographies, magazine Grands Reportages,
- Mars 2003, « Écosse des châteaux hantés », texte et photographies, magazine Grands Reportages,
- Décembre 2004, « Portraits de Loire » (France), texte et photographies, magazine Grands Reportages,
- Septembre 2005, « Dublin » (Portrait de ville, 16 pages), photographies, magazine Grands Reportages
- Octobre 2005, « Bourgogne, la route des grands crus », texte et photographies, magazine Grands Reportages,
- Novembre 2005, « Miami » (Portrait de ville, 16 pages), photographies, magazine Grands Reportages
- Janvier 2006, « Turin » (Portrait de ville, 16 pages), photographies, magazine Grands Reportages
- Mars 2006, « Maroc Fès » (Portrait de ville, 16 pages), photographies, magazine Grands Reportages
- Mai 2006, « Potsdam Allemagne » (Portrait de ville, 16 pages), photographies, magazine Grands Reportages
- Juillet 2006, « les mystères des cathédrales » (France), texte et photographies, magazine Grands Reportages,
- Août 2006, « Lisbonne » (Portrait de ville, 16 pages), photographies, magazine Grands Reportages,
- Octobre 2006, « Genève » (Portrait de ville, 16 pages), photographies, magazine Grands Reportages,
- Avril 2007, « Prague » (Portrait de ville, 16 pages), photographies, magazine Grands Reportages,
- Février 2008, « Copenhague » (Portrait de ville, 16 pages), photographies, magazine Grands Reportages,
- Avril 2008, « Kirghizistan trésor en altitude », texte et photographies, magazine Grands Reportages,
- Juin 2008, « Amsterdam » (Portrait de ville, 16 pages), photographies, magazine Grands Reportages,
- Août 2008, « Istanbul » (Portrait de ville, 16 pages), photographies, magazine Grands Reportages,
- Octobre 2008, « Dresde » (Portrait de ville, 16 pages), photographies, magazine Grands Reportages,
- Novembre 2008, « Kyoto la Florence de l’Extrême-Orient », photographies, magazine Grands Reportages,
- Août 2009, « Chicago » (Portrait de ville, 16 pages), photographies, magazine Grands Reportages,
- Mars 2009, « Japon le périple de la mer intérieure », photographies, magazine Grands Reportages,
- Juillet 2010, « Sorciers et guérisseurs de Bretagne », texte et photographies, magazine Grands Reportages,
- Juillet 2010, « La route des sept saints » (France), texte et photographies, magazine Grands Reportages,
- Septembre 2010, « Alep, Syrie » (Portrait de ville, 16 pages), photographies, magazine Grands Reportages,
- Mai 2011, « L‘Écosse des mystères » (dossier 30 pages), photographies, magazine Grands Reportages,
- Août 2011, « Les Pouilles, Italie », photographies, magazine Grands Reportages,
- Octobre 2011, « Porto-Braga-Guimaraes, Portugal » (Portrait de ville, 16 pages), photographies, magazine Grands Reportages,
- Avril 2012, « Stockholm » (Portrait de ville, 16 pages), photographies, magazine Grands Reportages,
- Juin 2012, « Londres » (Portrait de ville, 16 pages), photographies, magazine Grands Reportages,
- Septembre 2012, « Val de Loire, la route des vins » (dossier 30 pages), photographies, magazine Grands Reportages,
- Octobre 2012, « Lacs italiens », photographies, magazine Grands Reportages,
- Octobre 2012, « Les lapidaires du Jura », texte et photographies, Pèlerin magazine no 6202
- Décembre 2012, « Sur les pas du Lieutenant Blueberry » (Arizona USA), texte et photographies, magazine Grands Reportages,
- Avril 2013, « Bruxelles » (Portrait de ville, 16 pages), photographies, magazine Grands Reportages,
- Mai 2013, « Croatie Maritime » (dossier 30 pages), photographies, magazine Grands Reportages,
- Juin 2013, « Budapest » (Portrait de ville, 16 pages)
- Juillet 2013, « Le Val de Loire la main de l’homme l’œuvre de la nature », texte et photographies, magazine Grands Reportages,
- Août 2013, « Zagreb » (Portrait de ville, 16 pages), photographies, magazine Grands Reportages,
- Novembre 2015, « Avec les éleveurs du désert de Gobi », magazine Grands Reportages,
- Novembre 2015, « Incas-Quetchua de l'Altiplano péruvien, les gardiens des vigognes », magazine Grands Reportages

### Expositions
- 1994, « L'Inde, corps et âme » avec le soutien de l’entreprise Bouvet Ladubay, Hôtel Lutetia, Paris.
- Printemps 2005, « Légendes de Bretagne », dans le cadre de L'année des légendes, Maison de la Bretagne, Paris.
- Mars 2011, « Mother India », Atrium de Chaville, Hauts-de-Seine.
- 2011, « Châteaux du monde » dans le parc du château de Langeais : grands tirages extérieurs accompagnés de légendes audios.
- Mai 2012, « L'Art de l'instant », dans les domaines viticoles Bourgogne J.J. Confuron Premeaux Prissey et Christian Clerget à Vougeot.
- Novembre 2015, « À la recherche des laines précieuses », Galerie Glénat, Paris

2016-2018 :  « Aux sources de la tradition nomade » et  « Les peuples de la laine «, espaces sur-mesure TUI  Bordeaux, Toulouse et Paris Odéon et  Strasbourg, Lille.
- Novembre 2017 : « Quêtes » gommes bichromatées, cyanotypes et calotypes , galerie d’art Glénat Paris
- Novembre 2019 : « Contemplations » gommes bichromatées et autres procédés photographiques anciens, Galerie Bridaine Paris 75017.
- Avril 2022 : Méditations avec Sandrine Rabouan artiste plasticienne : Saumur le Dôme
- Mars 2024 : Planète B avec Sandrine Rabouan artiste plasticienne : Angers Tour Saint Aubin

### Conférences
- 1993 : « Chamans et mystiques du Ladakh », Association Française des Amis de l’Orient ; Musée Guimet Paris.
- 2001 : « Pashmina, un trésor sur le toit du monde », Pavillon des Champs-Élysées, Paris, avec l’entreprise Dormeuil.
- 2011 : « L’art et le reportage ethnographique », Université de Tours.

2017 Galerie Glénat Paris : « la main et le regard », Procédé photographique à la gomme bichromatée.

### Articles
- « Initiatique, Mother India », in Grands Reportages, novembre 2010
- « Mother India, Jean-Baptiste Rabouan », in L'Amour des Lives, Paris, N O/ 2010
- « Mother India de Jean-Baptiste Rabouan », in Jean-Baptiste Rabouan », 12 décembre 2010
- « L'Inde en pleine face », in Le Parisien, 14 décembre 2010
- « Gagas de Gary, fanas du saris », in Le Figaro magazine, 17 décembre 2010
- « Voyage photographique dans l'Inde contemporaine », in Questions Photo, 17 janvier 2011
- « L'Inde de Rabouan est en ligne », in Le Courrier de l'Ouest, samedi 22 septembre 2012, p. 1.

### Interviews
- RTL Info, Belgique, Christine Calmeau, le 22 novembre 2010
- France Info, émission « Les Aventuriers », Agnès Soubiran et Régis Picart, le 18 décembre 2010
- Radio France, émission « Allo la Planète », le jeudi 6 décembre 2012, 14 h.
- « Dix minutes pour le dire » sur France Ô avec Gora Patel, en février 2013.